# الشيباني (قرية)
الشيباني قرية تتبع ناحية تالين في منطقة بانياس التابعة لمحافظة طرطوس.